# ميرسي لويس

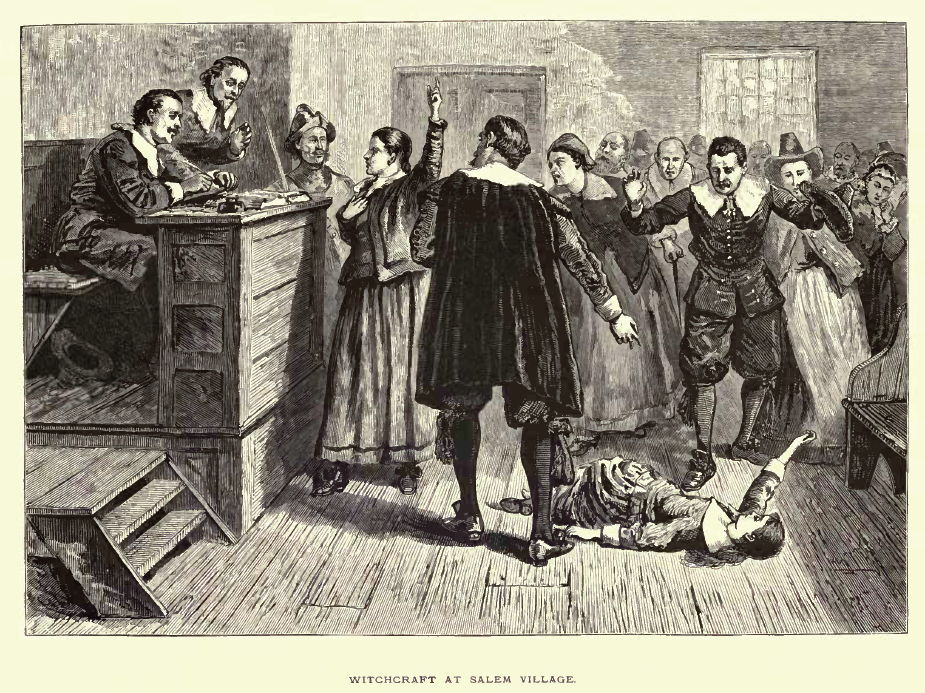
1876 توضيح لقاعة المحكمة؛ عادة ما يتم تحديد الشخصية المركزية كماري والكوت

كانت ميرسي لويس (1692) (بالإنجليزية:Mercy Lewis) متهمة أثناء محاكمات السحر في سالم. ولدت في فالماوث، مين. كانت ميرسي لويس، المعروفة رسميًا باسم ميرسي ألين، هي ابنة فيليبس لويس (Philip Lewis) وماري لويس (Mary Lewis).

## حياتها المبكرة
كانت لويس لاجئة تبحث عن الحماية بعد الهجوم على قريتها. أقامت عائلتها في وقت لاحق في خليج كاسكو، وهو مدخل لخليج مين في نيو إنجلاند في الولايات المتحدة مع لاجئين آخرين. القس جورج بوروز وهو كاهن بيوريتاني خدم في سالم بولاية ماساتشوستس من عام 1680-1683 كان من بين الأعضاء الناجين من الهجوم الذي شنه الأمريكيون الأصليون.
بعد أن استقر في سالم، توفي توماس سكيلينج وهو عم ميرسي لويس، متأثراً بجراحه الناجمة عن الهجوم. في عام 1683 عادت عائلة لويس إلى الجزيرة في خليج كاسكو. أدى الهجوم الثاني للأمريكيين الأصليين في عام 1689 إلى وفاة والدي ميرسي مما جعلها يتيمة. 
في 30 سبتمبر 1689، أدى هجوم شنه الأمريكيون الأصليون إلى مقتل أجدادها وخالاتها وأعمامها ومعظم أبناء عمومتها. نتيجة لذلك، وضعت ميرسي البالغة من العمر 14 عامًا كخادمة في منزل القس بوروز. بحلول عام 1691، انتقلت إلى سالم، حيث كانت تعيش أخت متزوجة؛ وأصبحت خادمة في منزل توماس بوتنام.

## محاكمات السحر في سالم
لعبت لويس دورًا مهمًا خلال محاكمات السحر في سالم في عام 1692، عندما أُعدم 20 شخصًا بسبب السحر، بما في ذلك الوزير السابق جورج بوروز. ومثل الاتهام الموجه إلى إليزابيث بروكتور في 26 مارس 1692، اتهمت ميرسي بأنها مسؤولة عن إعاقة إطلاق سراح ماري إيستي من الملاحقة القضائية والإعدام النهائي بعد إسقاط جميع التهم الأخرى ضد إيستي. تم توجيه الاتهامات ضد إليزابيث بروكتور بأنها عذبت أبيجيل ويليامز وميرسي لويس في منازلهما.
وتفيد التقارير أن ميرسي لويس كانت ضحية إساءة المعاملة في طفولتها بعد أخذ أقوال شهود مثل أبيجيل ويليامز وتوماس بوتنام.
كعضو في عائلة بوتنام، أصبحت لويس صديقة لآن بوتنام وابن عمها ماري والكوت. إن اتهامات بوتنام ووالكوت ساعدت في إطلاق هستيريا الساحرة. في أوائل أبريل 1692، ادعت لويس أن الشيطان قد ظهر لها، وعرض عليها «الذهب والكثير من الأشياء الجميلة» إذا كتبت في كتابه؛ بعد ذلك بفترة وجيزة، ظهر لها الشيطان في صورة بوروز، التي ذكرت أنه «حملني إلى جبل مرتفع للغاية وأراني جميع ممالك الأرض، وأخبرتني أنه سيعطيهم جميعًا لي إذا كتبت في كتابه.» 
لم يتم تسجيل أي معلومات أو تاريخ طبي عن الحالة النفسية لميرسي لويس خلال مـحاكمات السحر في سالم. ومع ذلك، أفيد أن ميرسي عانت من نوبات الصرع. ذكرت أحد السجلات أن لويس أصيبت بنوبة عنيفة في 7 مايو 1692، بعد تعرضها للتعذيب والتهديدات من بوروز. تم تعذيبها بسبب رفض لويس طباعة اسمها في كتاب يملكه القس بوروز لإعلان ولاءها له بوضوح.
كما اتهمت لويس ماري إستي وهي شقيقة ريبيكا نورس، التي حوكمت وشنقت فيما بعد. ومن بين المتهمين الآخرين من قبل لويس جيلز كوري، بريدجيت بيشوب، سوزانا مارتن، جون ويلارد، وسارة وايلدز. كانت لويس موضوع اتهامات. زعمت آن بوتنام جونيور أنها شاهدت ظهور لويس، رغم أنها قالت إنها لم تؤذيها.
بعد المحاكمات، انتقلت ميرسي إلى بوسطن لتعيش مع خالتها. هناك ولدت ابنا غير شرعي. وبحلول عام 1701، تزوجت من السيد ألين في بوسطن.

## الخيال
لويس هي واحدة من الشخصيات المميزة في مسرحية آرثر ميلر (والفيلم لاحقًا) The Crucible # Characters (حسب ترتيب الظهور) . وهي أيضًا شخصية في المسلسل التلفزيوني سالم لعام 2014، والتي جسدتها إليز إبرل.
استخدم Porpentina Goldstein اسم ميرسي لويس كتعبير عن المفاجأة والصدمة في فيلم وحوش مذهلة وأين تجدها (فيلم).